# Водопривредна служба у функцији система цивилне одбране
Поплаве и бујице представљају једну од највећих опасности по људе и животну средину и имају значајан утицај на друштвено-економски и техничко-технолошки развој и одрживост природних ресурса. О њиховој учесталости готово свакодневно говоре електронски медији. Поједине велике поплаве у свету, али и на нашем државном геопростору, праћене великим материјалним штетама и губицима људских живота, уврстиле су те појаве у жижу интересовања јавности. Међутим, данас у свету нема потпуне заштите од поплава и бујица.Ризик од велике воде и отказа система заштите не може се избећи, јер су то случајне величине. Поред тога, не може се димензионисати систем заштите за сваку велику воду.
Стога је у последње време у многим земљама света напуштен став да се поплаве и бујице могу сузбити и контролисати, тј. да се против њих може „борити“ и њима у потпуности управљати. С тим у вези је све више заступљен приступ адаптативног управљања заштитом и спасавањем од поплава и бујица, тј. прилагођавање поплавном ризику или принцип „живети са поплавама“. Нови концепт адаптативног управљања остварује се одмереним односом у неинвестиционим и инвестиционим радовима, као и смањењем изложености становништва и елемената животне средине поплавном ризику.

### Историјат
Вода је најпотребнија и најважнија природна материја неопходна за опстанак живих бића на земљи. Због изузетних особина вода је била а и сада је предмет проучавања разних струка: метеорологије, хидрологије, хидрогеологије, хидротехнике, биологије, екологије, медицине, права, законских прописа и др.
Вода као природни ресурс је ограничен по количини а по природном квалитету све је лошији, тако да ће за наступајуће генерације представљати све веће недаће.
Потребе одвајкада стално расту: за пиће, наводњавање, индустрију, рекреацију... Воде за пиће мора да буде довољно за све, да је пију и да је троше, али под различитим условима, у различитим просторима.
Одвајкада је постојао и посебан орган Управе – Управа вода, који се бринуо о изградњи, одржавању и коришћењу водотока и водопривредних објеката.
Први Закон о водама донет је у Србији 26. децембра 1878. године.

Сваки потенцијални корисник мора тражити и добити дозволу да би користио воде под одређеним правима и условима.
Вода као најдрагоценији дар природе, мора се користити на оптималан начин.
Закон о регулисању и употреби вода (18. децембар 1905. године)

Међутим Закон о водама из 1965, уводи новину да је вода друштвена својина и као добро од општег интереса служи за задовољење општих и заједничких потреба, уз обавезу прибављања водопривредне сагласности и дозволе надлежног органа, којом се одређује намена и услови коришћења водом и рок трајања дозволе.
У складу са Законом о водама из 1905. и 1920.године при Министарству Пољопривреде и Воде, формирана је Генерална Дирекција Вода у Београду са хидротехничким одељцима на терену.

### Дефинисање система цивилне одбране
Систем цивилне одбране као део одбрамбено-заштитног система земље представља облик цивилног организовања државе и друштва, који претпоставља максимално ангажовање свих потенцијала цивилног сектора друштва у циљу заштите, одбране и спасавања становништва, материјалних и културних добара, привреде, органа власти и екосистема од свих катастрофичних угрожавања у миру и рату, и стварање што повољнијих услова за заштиту и одбрану и за не-оружано супротстављање нападачу (агресору у рату).

### Субјекти од значаја за систем цивилне одбране
Систем цивилне одбране је изузетно сложен систем и да би он функционисао што ефикасније неопходно је учешће бројних субјеката. Неки од тих субјеката су:
- органи унутрашњих послова
- војска
- предузећа
- инспекцијски органи
- здравствена служба
- јавне ветеринарске службе
- хидрометеролошка служба
- пољопривредна служба
- водопривредна служба
- невладине организације и удружења грађана

## Подела вода
Површинске воде на територији Републике Србије, према значају који имају за управљање водама, деле се на воде I реда и воде II реда на основу утврђених критеријума, и то: положаја водотока у односу на државну границу, величине и карактеристике слива, режима и карактеристика водотока са аспекта коришћења вода, заштите вода и заштите од штетног дејства вода.
Влада утврђује попис вода I реда.
Међудржавне воде обавезно се сврставају у воде I реда.
Све површинске воде које нису утврђене као воде I реда сматрају се водама II реда.

## Водна подручја на територији Републике Србије су
1. водно подручје Сава;

1. водно подручје Дунав;

1. водно подручје Морава;

1. водно подручје Ибар и Лепенац;

1. водно подручје Бели Дрим.

Водно подручје Сава обухвата део подслива Босут, фрушкогорских водотока, део подслива Саве, подслив Колубаре и подслив Дрине.
Водно подручје Дунав обухвата део речног слива реке Дунав, делове подсливова Тисе, Тамиша и других банатских водотока, подсливове Млаве, Пека и Поречке реке и део подслива реке Тимок.
Водно подручје Морава обухвата подслив реке Велике Мораве и делове подсливова Западне Мораве и Јужне Мораве.
Водном подручју Морава прикључују се и подсливови Пчиње и Драговиштице.
Водно подручје Ибар и Лепенац обухвата подсливове Ибра и Лепенца.
Водном подручју Ибар и Лепенац прикључује се река Лепенац (део међународног водног подручја реке Вардар).
Водно подручје Бели Дрим обухвата подслив Белог Дрима.
Водном подручју Бели Дрим се прикључује и подслив Плавске реке.
Водна подручја из става 1. тач. 1) до 4) овог члана део су међународног водног подручја Дунав, изузев Пчиње и Лепенца, који су део међународног водног подручја реке Вардар и Драговиштица, која је део међународног водног подручја реке Струме.
Влада, на предлог Министарства, одређује границе водних подручја из става 1. овог члана.

### Начела управљања водама
Управљање водама заснива се на:
- начелу одрживог развоја - управљање водама мора се одвијати тако да се потребе садашњих генерација задовољавају на начин којим се не угрожава могућност будућих генерација да задовоље своје потребе, односно мора се обезбедити коришћење вода засновано на дугорочној заштити расположивих водних ресурса, по количини и квалитету;

- начелу целовитости - процеси у природи, чија је значајна компонента вода, као и повезаност и међузависност акватичних и приобалних екосистема, морају се поштовати;

- начелу јединства водног система - управљање водама у оквиру јединственог водног простора мора се одвијати у складу са развојем Републике Србије, у циљу постизања максималних економских и социјалних ефеката на правичан начин и уз уважавање међународних споразума;

- начелу обезбеђивања заштите од штетног дејства вода - становништво и његова имовина морају се штитити од вода, уз уважавање законитости природних процеса и заштите природних вредности, као и економске оправданости ове заштите;

- начелу "корисник плаћа" - свако ко користи водно добро и водни објекат, односно водни систем, као добро од општег интереса, дужан је да за његово коришћење плати реалну цену;

- начелу "загађивач плаћа" - свако ко својим активностима проузрокује загађење воде дужан је да сноси трошкове мера за отклањање загађења;

- начелу учешћа јавности - јавност има право на информације о стању вода и раду надлежних органа у области вода, као и на укључење у процесе припреме и доношења планова управљања водама и контроле њиховог извршења;

- начелу уважавања најбољих доступних техника - при управљању водама морају се примењивати најбоље познате и доступне технике, које представљају најнапреднија достигнућа у одређеним областима.

## Задатак јавних водопривредних предузећа
Задатак јавних водопривредних предузећа је да управљају водопривредним објектима:
1. објектима за заштиту од штетног дејства вода са водопривредним уређајима и опремом (насипи, регулационе грађевине, ретенције, бране, акумулације, одводни канали, дренажни бунари, уставе, црпне станице и објекти за заштиту од ерозија и бујица);
2. објектима за коришћење вода (акумулација, водозахвати, црпне станице, резервоари за водоснабдевање, магистрални цевоводи или канали са објектима, постројења за питке воде и бродске преводнице);
3. хидромелирационим објектима са водопривредним уређајима и опремом (објекти за наводњавање и објекти за одводњавање).

У оквиру своје делатности водопривредно предузеће обавља:
- газдовање водним ресурсима,
- обезбеђење воде за коришћење, организовање и спровођење одбране од поплава,
- заштиту вода од загађивања,
- заштиту од ерозија и бујица,
- праћење, одржавање и унапређивање водног режима,
- одржавање и реконструкцију водопривредних објеката,
- одржавање каналске мреже за наводњавање и одводњавање,
- припремање планова и програма, истраживања у водопривреди, вођење водопривредног информационог система и документације о водама,
- извршавање међудржавних споразума.[2]

### Развој водопривреде Србије
Досашњи развој водопривреде у Србији био је условљен потребама и могућностима претходних генерација. Најзначајнији радови у прошлости извођени су у области заштите од поплава на равничарским теренима и речним долинама, са циљем да се онемогуће честа плављења и да се ове површине преведу у високопродуктивна пољопривредна земљишта.
Коришћење већих река за пловидбу било је посебно значајно, због скромног обима путне мреже и малих брзина на њој. Воде које су се користиле за снабдевање становништва биле су релативно доброг квалитета и лоциране у непосредној близини не тако великих насеља и појединачних корисника (прва фаза развоја). Загађење које се продуковало и испуштало у водотоке имало је локални карактер, тако да су водотоци могли да га прихвате и опораве се на релативно малом растојању од места упуштања.
Развој урбанизације, као и пораст индустријске и пољопривредне производње, захтевали су све веће количине вода одређеног квалитета, које се нису могле наћи непосредно уз кориснике. У области водоснабдевања становништва ово се манифестовало изградњом централних водоводних система насеља, а слично је и код других видова коришћења вода. При томе се захваћена вода, наравно, не враћа у водоток у квалитетном стању у каквом се захвата на изворишту. Напротив, воде у водотоцима све више служе као транспортно средство и медијум у који се одлажу отпадне материје. На овај начин се све већи број водотока на све већем простору претвара у објекте у којима је стање воде незадовољавајуће, при чему те воде постају опасне по здравље људи и живог света у њима и око њих. Развој ове комуналне фазе водоснабдевања и диспозиције отпадних вода (друга фаза развоја), која је и данас у великој мери присутна, све оштрије се сукобљава са даљом експанзијом потреба у квалитетним водама, при чему питање квалитета и коришћења речних вода поприма национални и глобални карактер.
Овоме треба придодати и велику зависност од карактеристика вода које дотичу на нашу територију, односно зависност од развоја узводних корисника и загађивача вода и мера које они предузимају у домену заштите вода, рационалног коришћења вода и заштите од вода. Ово је од посебног значаја за просторе северно од Саве и Дунава, пошто су транзитне воде десет пута веће од домаћих, а експлоатабилне (мале) транзитне воде двадесет пет пута веће од домаћих, па се као императив намеће сарадња са суседним земљама. Стање је у одређеној мери другачије на простору јужно од Саве и Дунава, где је доминантан утицај домаћих вода. Наравно, ова подела је условна пошто ће у будућности вероватно бити рационална интензивна размена вода између ових простора.

### Планска документа
Закон о водама (члан 29) дефинише обавезу припреме, доношења и новелирања планских докумената којима се остварују дугорочни правци управљања водама на подручју Републике Србије (Стратегија управљања водама), планска документа за водна подручја (планови управљања водама) као и планови којима се уређује заштита од штетног дејства вода (план заштите вода).
Закон о водама дефинише рокове за доношење појединих стратешких докумената и сходно тим роковима Водопривредна основа Србије је и даље на снази. Она предстваља дугорочни план за одржавање и развој водног режима на територији Републике Србије и као таква садржи комплексно решење коришћења водних ресурса и бави се питањима која су од пресудног значаја за све интересне групе на сливном подручју.
Водопривредна основа Србије донета је на основу члана 10. Закона о водама ("Службени гласник РС", бр. 46/91, 53/93, 67/93, 48/94 и 54/96) уредбом о утврђивању Водопривредне основе Републике Србије објављеном у „Службеном гласнику РС", бр. 11/2002 7.3.2002. године.

### Водопривредна основа Републике Србије
Бројне организације, институције и појединци стављајући на увид обрађивачима своју документацију и непосредним учествовањем омогућили су презентовање Водопривредне основе Србије у датом облику.
Водопривредна основа Републике Србије (ВОС) је базни документ којим се утврђује основна стратегија коришћења вода, заштите вода и заштите од вода на територији Републике Србије. Основни стратешки циљ Водопривредне основе је дефинисан Законом о водама: Одржавање и развој водног режима којим се обезбеђују најповољнија и најцелисходнија техничка, финансијска и еколошка решења за јединствено управљање водама, заштиту од штетног дејства вода, заштиту вода и коришење вода. Водопривредна основа Србије има задатак да обезбеди остваривање наведеног основног стратешког циља, водећи рачуна о често опречним интересима појединих водопривредних области и грана и у великој мери супротстављеним захтевима осталих корисника простора. Имајући у виду природне карактеристике подручја Србије, просторни и временски размештај ресурса вода и њихових корисника, као и међусобну интеракцију коришћења вода, заштите вода и заштите од вода, водама на читавој територији Србије мора се газдовати интегрално, јединствено, комплексно и рационално, са гледишта свих наведених аспеката, а у склопу интегралног уређења, коришћења и заштите свих ресурса и потенцијала на простору Србије и шире. Зато се не могу постављати стратешки циљеви за поједине водопривредне области или гране, већ сви остали циљеви морају бити подређени наведеном основном стратешком циљу и представљати његов интегрални део, како до изражаја не би могли доћи парцијални интереси, како унутар водопривреде, тако и ван ње.

### Надлежност за водопривредну основу Републике Србије
- Водопривредну основу Републике Србије и водопривредну основу водних подручја из члана 6. Закона о водама доноси Влада.
- Водопривредну основу дела водног подручја доноси министарство надлежно за послове водопривреде.
- Водопривредну основу Републике Србије припрема министарство надлежно за послове водопривреде.
- Водопривредну основу водног подручја и дела водног подручја припрема јавно водопривредно предузеће.